# رودخانه بوردکین
رودخانه بوردکین رودی است به دریای مرجان می‌ریزد. این رود از کشور استرالیا می‌گذرد.